# 小村俊一
小村 俊一（こむら しゅんいち、1888年9月30日 - 1958年3月6日）は、日本の政治家。衆議院議員（1期）。

## 経歴
宮崎県出身。東京高等商業学校で学ぶ。飫肥町議、南那珂郡議、宮崎県議、南那珂郡十六ヶ町村電気組合議員、飫肥町信用組合長、南那珂郡林産物同業組合長、日南市森林組合長、斗南新聞、南明館各(株)社長となる
1930年の第17回衆議院議員総選挙において宮崎県全県区から立憲民政党公認で立候補して当選し、衆議院議員を1期務めた。1932年の第18回衆議院議員総選挙で落選し、1936年の第19回衆議院議員総選挙でも落選した。1958年死去。